# عبدالله بابا فتای
عبدالله بابا فتای (زادهٔ ۲ نوامبر ۱۹۸۵) بازیکن فوتبال اهل بحرین است.
از باشگاه‌هایی که در آن بازی کرده‌است می‌توان به باشگاه فوتبال النجمه بحرین، باشگاه فوتبال الشعله عربستان سعودی، باشگاه فوتبال القادسیه عربستان سعودی، باشگاه ورزشی الخریطیات، باشگاه ورزشی المحرق، و باشگاه ورزشی القادسیه کویت اشاره کرد.
وی همچنین در تیم ملی فوتبال بحرین بازی کرده‌است.